# Charles Winckel

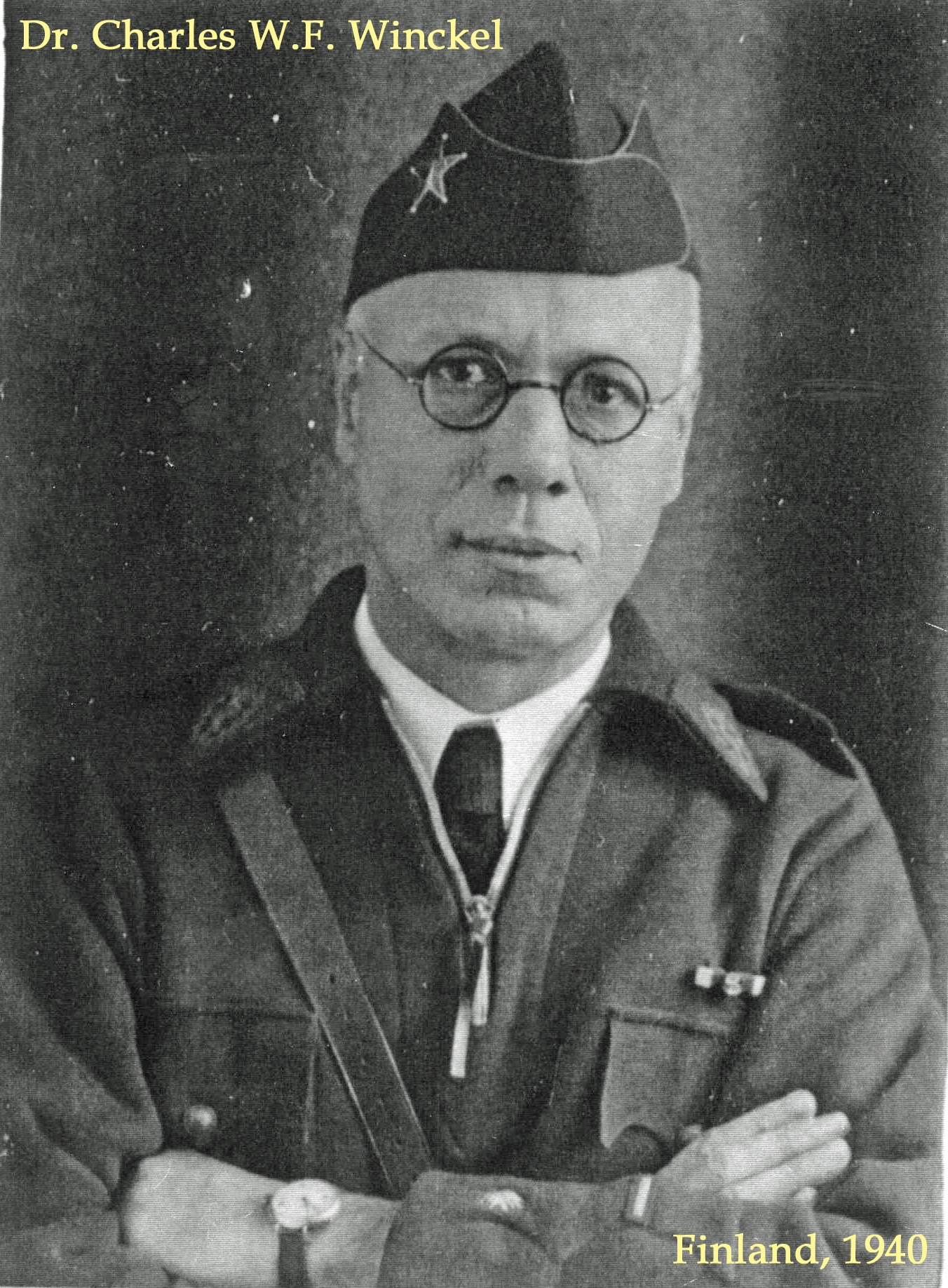
Onderweg naar Finland namens het Rode Kruis, 1940

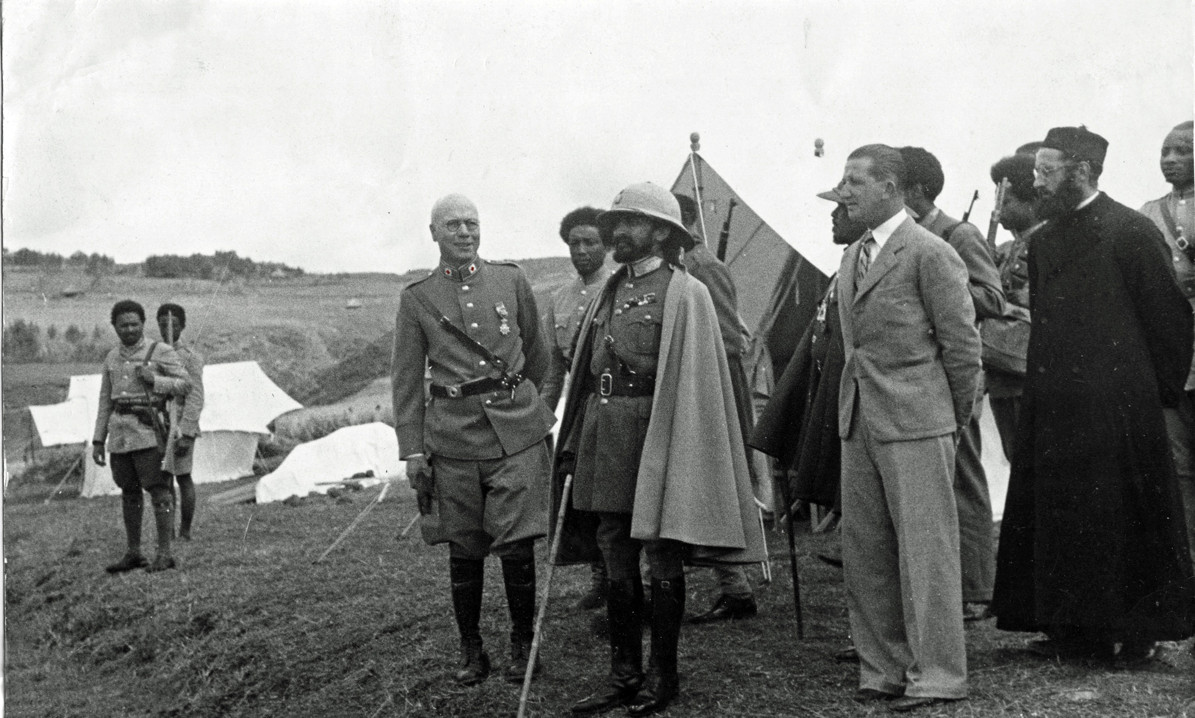
Winckel ontmoet keizer Haile Selassi

Charles Willem Frederik Winckel ('s-Gravenpolder, 13 februari 1882 – Blaricum, 30 april 1959) was een Nederlands arts. Hij werkte voor het Rode Kruis in Den Haag en werd in 1937 bestuurslid.

## Familie
Winckel was een lid van de in het Nederland's Patriciaat opgenomen familie Winckel. Hij was een zoon van dominee W.F.A. Winckel (1852-1945). W.F.A. Winckel trouwde in 1907 met Käthe Lina Schwarz (1883); zij waren de ouders van Fritz, Lies en Flip Winckel. De grootvader van Winckel was kolonel Christiaan Philip Winckel (1799-1861).

## Biografie
Van 1907-1914 was Winckel Officier van Gezondheid bij het Oost-Indisch leger, en daarna werkte hij bij het Pasteur-instituut. Tijdens de Eerste Wereldoorlog richtte Winckel namens het Rode Kruis noodziekenhuizen op ter behandeling van militairen.
Na de oorlog werd hij inspecteur bij de Dienst der Volksgezondheid in Nederlands-Indië. Hij reisde veel en beschreef zijn ervaringen onder meer in medische tijdschriften, vaak voor het Nederlands Tijdschrift voor Geneeskunde. Het ging meestal over ziektes en hygiënische toestanden in arme landen. Veel studie had te maken met onderzoek naar malaria en hondsdolheid.
In 1932 kwam hij terug naar Nederland. Hij woonde in Amsterdam en werkte voor het Tropeninstituut waar ook Käthe en hun zoon Flip werkten.
Tijdens de Abessijnse-Italiaanse oorlog kreeg Winckel de leiding toegewezen over een team van acht artsen en verplegers, onder meer dr. Henk Veeneklaas en Nol Colaço Belmonte. Op 3 december 1935 vertrok een schip vanuit Rotterdam om een ambulance, medische goederen en personeel naar Abessinië te brengen. Prinses Juliana sprak een afscheidswoord. Na de oorlog keerde Winckel aan boord van de S.S. Palembang naar Rotterdam terug. Winckel beschreef zijn ervaringen in zijn boek, dat hij samen met Belmonte schreef: Het Nederlandsche Roode Kruis in Ethiopië, waar onze vlag eens wapperde.
In 1937 trad hij toe tot het Dagelijks Bestuur van het Rode Kruis in Den Haag. Twee jaar later, in 1939, werd Winckel door de regering naar Curaçao gestuurd ter voorbereiding van de Openbare Gezondheidsdienst.
In 1954 werd hij door keizer Haile Selassie onderscheiden met de titel Commandeur in de Orde van de Ster van Ethiopië tijdens diens staatsbezoek aan Nederland. Winckel overleed in 1959 op 77-jarige leeftijd in zijn woning in Blaricum.

## Onderscheidingen
- Regeringsmedaille van het Rode Kruis met gesp
- Kruis van Verdienste van het Nederlandse Rode Kruis
- Ridder in de Orde van de Nederlandse Leeuw
- Ridder in de Orde van Oranje-Nassau
- Commandeur in de Orde van de Ster van Ethiopië